# Kościół Matki Bożej Królowej Polski w Krakowie (Arka Pana)
Kościół Matki Bożej Królowej Polski (Arka Pana) – rzymskokatolicki kościół parafialny znajdujący się w Krakowie w dzielnicy XVI Bieńczyce przy ulicy Obrońców Krzyża 1, w Nowej Hucie.

## Historia
Był to szósty, a pierwszy nowo zbudowany, kościół w Nowej Hucie. Powstał z inicjatywy ks. Józefa Gorzelanego w latach 1967–1977 według projektu architekta mgr. inż. Wojciecha Pietrzyka. Dach budowli upodabnia kościół nie tylko do arki, ale i do kaplicy w Ronchamp, projektu Le Corbusiera.
Historia powstania kościoła związana jest z obroną krzyża przez mieszkańców Nowej Huty w 1960, w miejscu gdzie pierwotnie miał stanąć kościół. Władze komunistyczne zezwoliły na budowę świątyni, jednak już w innym miejscu. 18 maja 1969 arcybiskup Krakowa, kard. Karol Wojtyła, wmurował kamień węgielny pochodzący z bazyliki św. Piotra na Watykanie i poświęcony przez papieża Pawła VI.
15 maja 1977 kard. Karol Wojtyła dokonał konsekracji kościoła, nadając mu wezwanie Matki Bożej Królowej Polski.

## Kościół
Budynek ma powierzchnię 1300 m² i może jednocześnie pomieścić ok. 6000 osób.
Nad świątynią góruje 70-metrowy krzyż – maszt, który stanowi również podstawę konstrukcyjną Arki Pana. Do kościoła prowadzi siedmioro drzwi – symbol siedmiu sakramentów świętych, do ołtarza wiedzie siedem stopni – symbol siedmiu darów Ducha Świętego.
Ołtarz wykuty został z jednolitego bloku marmuru karraryjskiego z Włoch i stylizowany jest na kształt płasko położonej dłoni. W tabernakulum, odlanym z brązu w kształcie kuli ziemskiej, którą otaczają stalowe pierścienie, iskrzy się kamień z Księżyca podarowany kardynałowi Karolowi Wojtyle przez papieża Pawła VI, który z kolei otrzymał go od załogi amerykańskiego statku Apollo 11. Według makroskopowej diagnozy „kamień z Księżyca” jest agregatem dużych kryształów pirytu, przyklejonym do fragmentu drobnokrystalicznej konkrecji zbudowanej z tego samego materiału. Na pewno nie jest to również agregat kryształów rutylu. W związku z tymi wynikami badań informacje o pozaziemskim pochodzeniu kamienia są raczej wątpliwe.
Na prawo od ołtarza zawieszony jest na dwóch stalowych linach wizerunek Matki Bożej będący wierną kopią obrazu w kościele w Zbarażu.
W środkowej części kościoła umieszczona jest monumentalna rzeźba pt. „Z życia do życia” – postać Chrystusa Ukrzyżowanego – autorstwa prof. Bronisława Chromego. Ściany boczne natomiast pokrywa Droga krzyżowa pędzla krakowskiego malarza, Mariusza Lipińskiego, wykonana w latach 1980–1983.
Darem katolików z Portugalii jest, umieszczona w specjalnej grocie, cudowna figura Matki Bożej Fatimskiej, której uroczysta koronacja odbyła się 13 września 1992.
W podziemiach kościoła znajduje się „Kaplica pojednania”, w której umieszczone są drewniane „Piety polskie” dłuta Antoniego Rząsy, a także niewielka figura Matki Bożej Pancernej, która została wykonana z kul wydobytych z ran żołnierzy II Korpusu walczących o klasztor na Monte Cassino.
Na stopniach schodów prowadzących do kościoła postawiono pomnik Jana Pawła II, który został odsłonięty przez kard. Stanisława Dziwisza w dniu 16 października 2009.

### Organy
Organy wykonała w 1979 niemiecka firma Rudolf von Beckerath Orgelbau z Hamburga. Instrument posiada 44 głosy w czterech sekcjach brzmieniowych, 3244 piszczałki, mechaniczną trakturę gry oraz elektryczną trakturę rejestrów wraz z pamięcią typu Setzer. Poświęcenia organów dokonał 25 listopada 1979 kardynał Franciszek Macharski.

### Dzwony (Carillon)
Dzwony zawieszone na frontowej ścianie kościoła są darem katolików z Holandii i Belgii. O każdej pełnej godzinie (od 6:00 do 21:00) wydzwaniają melodie znanych pieśni kościelnych. Jest ich osiem, a ich nazwy pochodzą od imion najbardziej zasłużonych budowniczych świątyni:
- Wojciech (Pietrzyk) – architekt;
- Józef (Gorzelany) – inicjator budowy świątyni i pierwszy proboszcz;
- Lonny (Glaser) – współorganizatorka pomocy materialnej budowy kościoła z Austrii;
- Jan (Norek) – kierownik budowy;
- Bruno (Gryksa) – fundator dzwonu;
- Antoni (Pietraszek) – mistrz budowy;
- Karol (Wojtyła) – kardynał, arcybiskup Krakowa;
- Stanisław (Biela) – główny zaopatrzeniowiec budowy.

## Nagrody
Kościół uhonorowano nagrodami:
- Nagroda Pilgrama – nagroda arcybiskupa Wiednia, kardynała Franza Königa dla architekta kościoła Wojciecha Pietrzyka;
- Nagroda Stowarzyszenia „Caritas” im. Brata Alberta za budownictwo sakralne i wystrój.

## Galeria

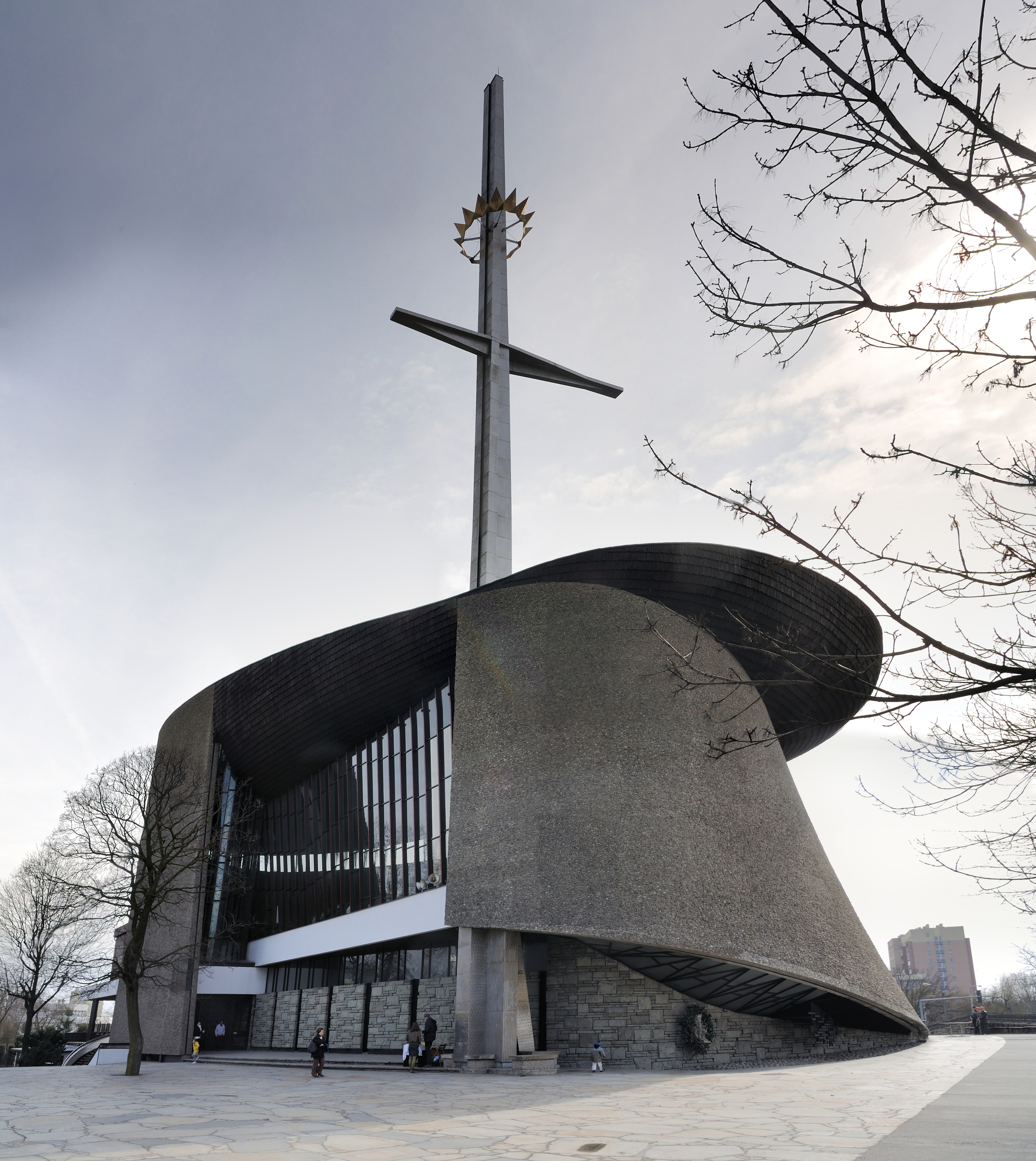
Widok kościoła z zachodu
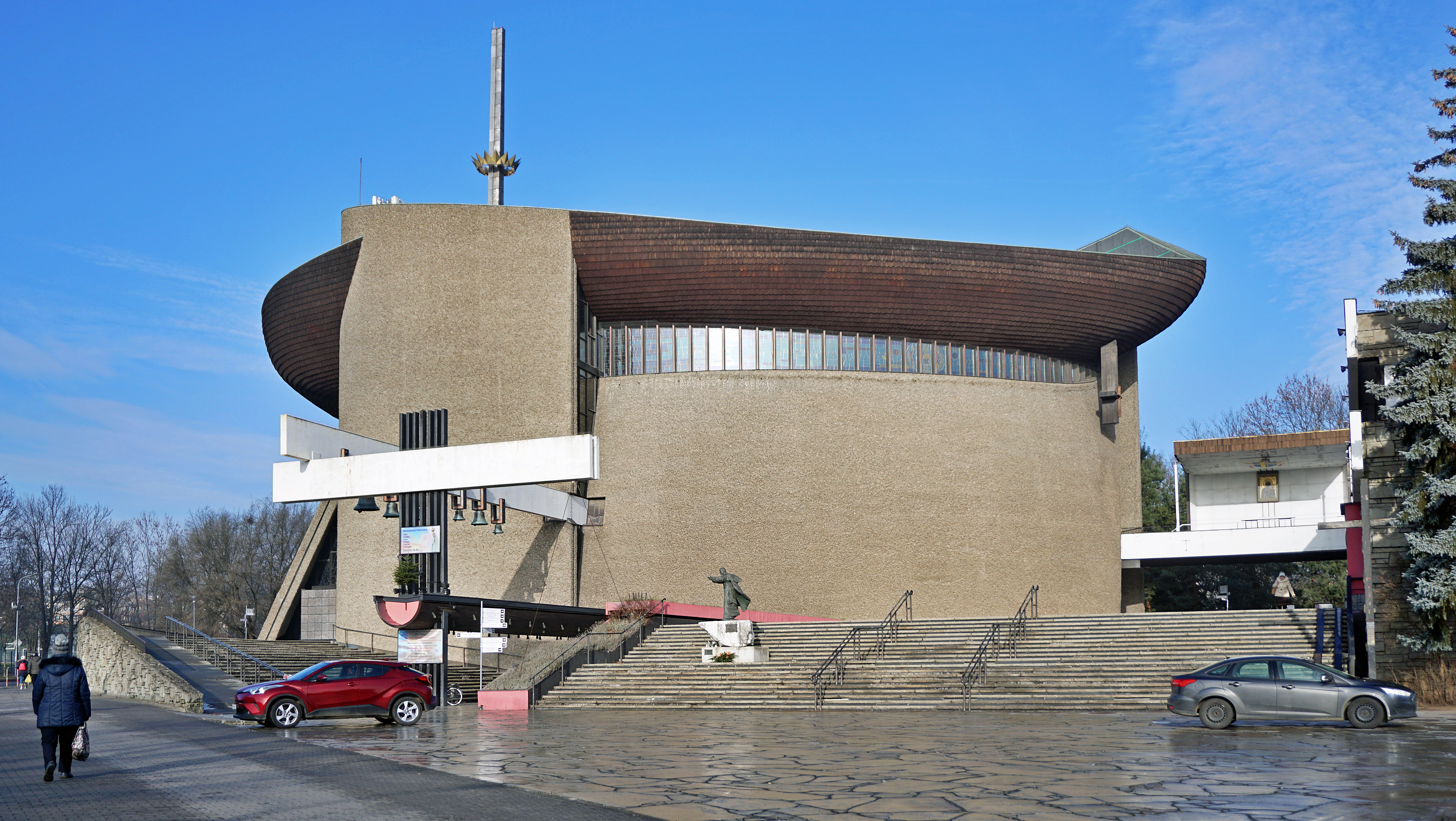
Widok z południa
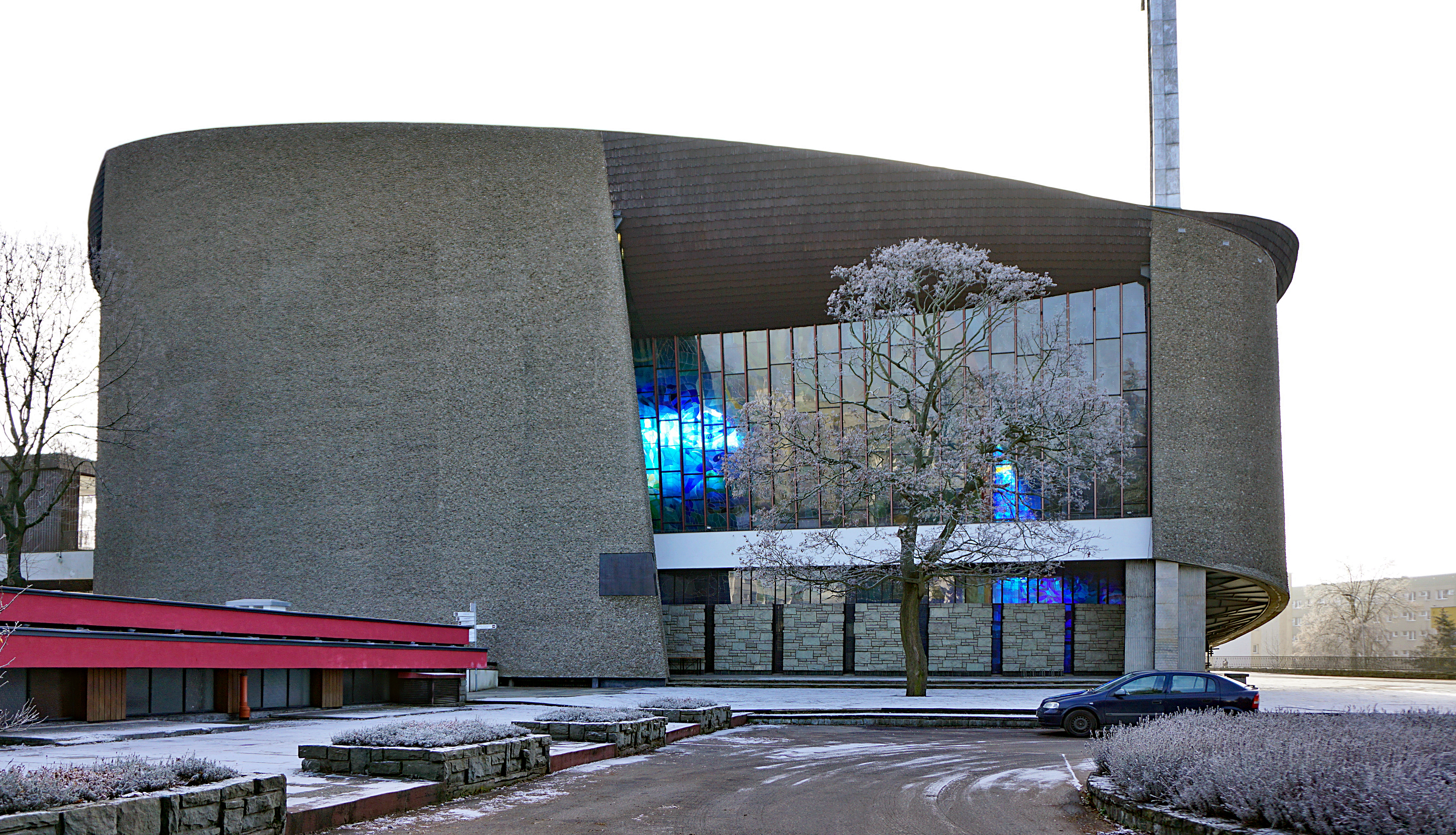
Widok z północy
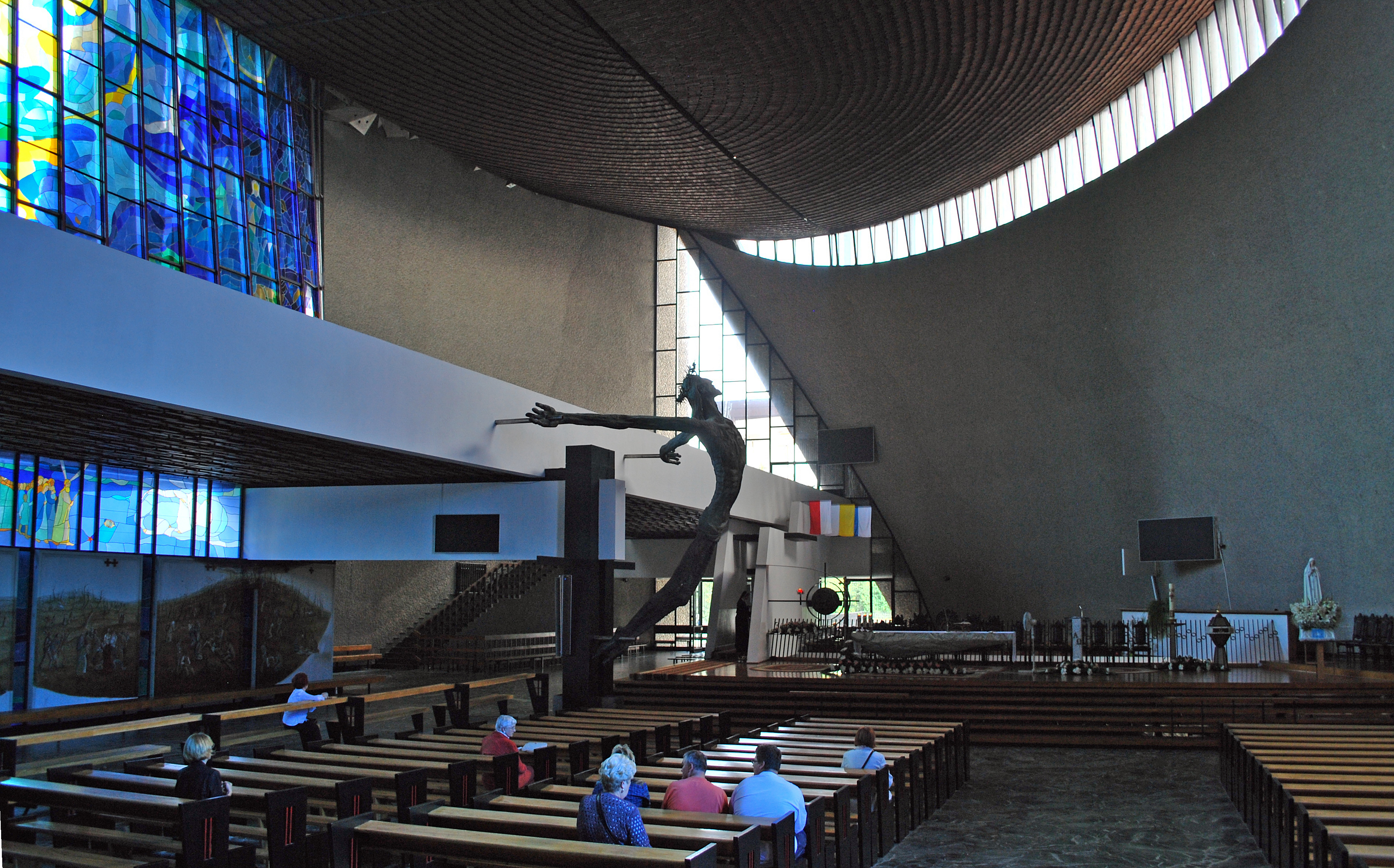
Wnętrze kościoła
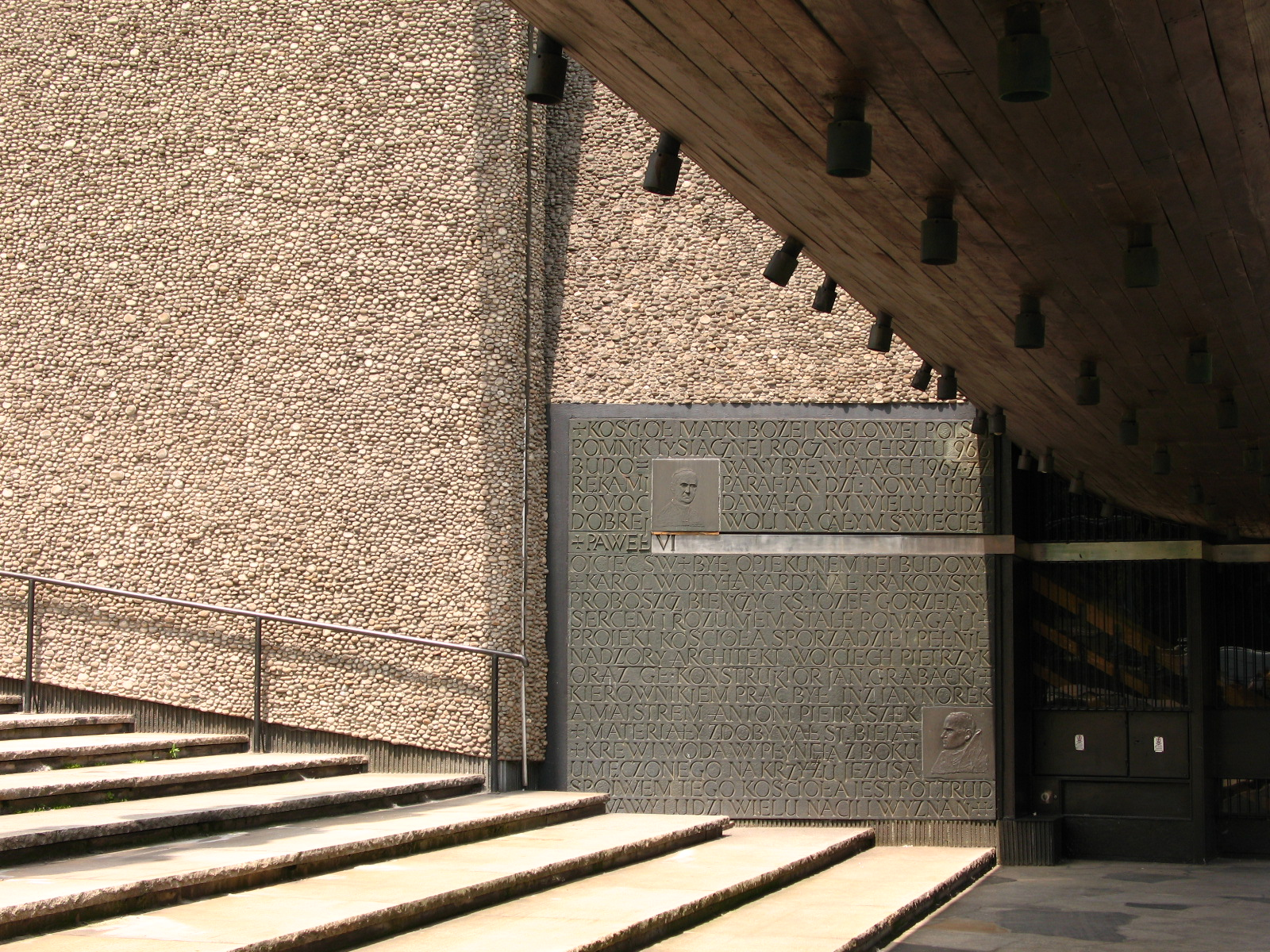
Tablica upamiętniająca budowniczych
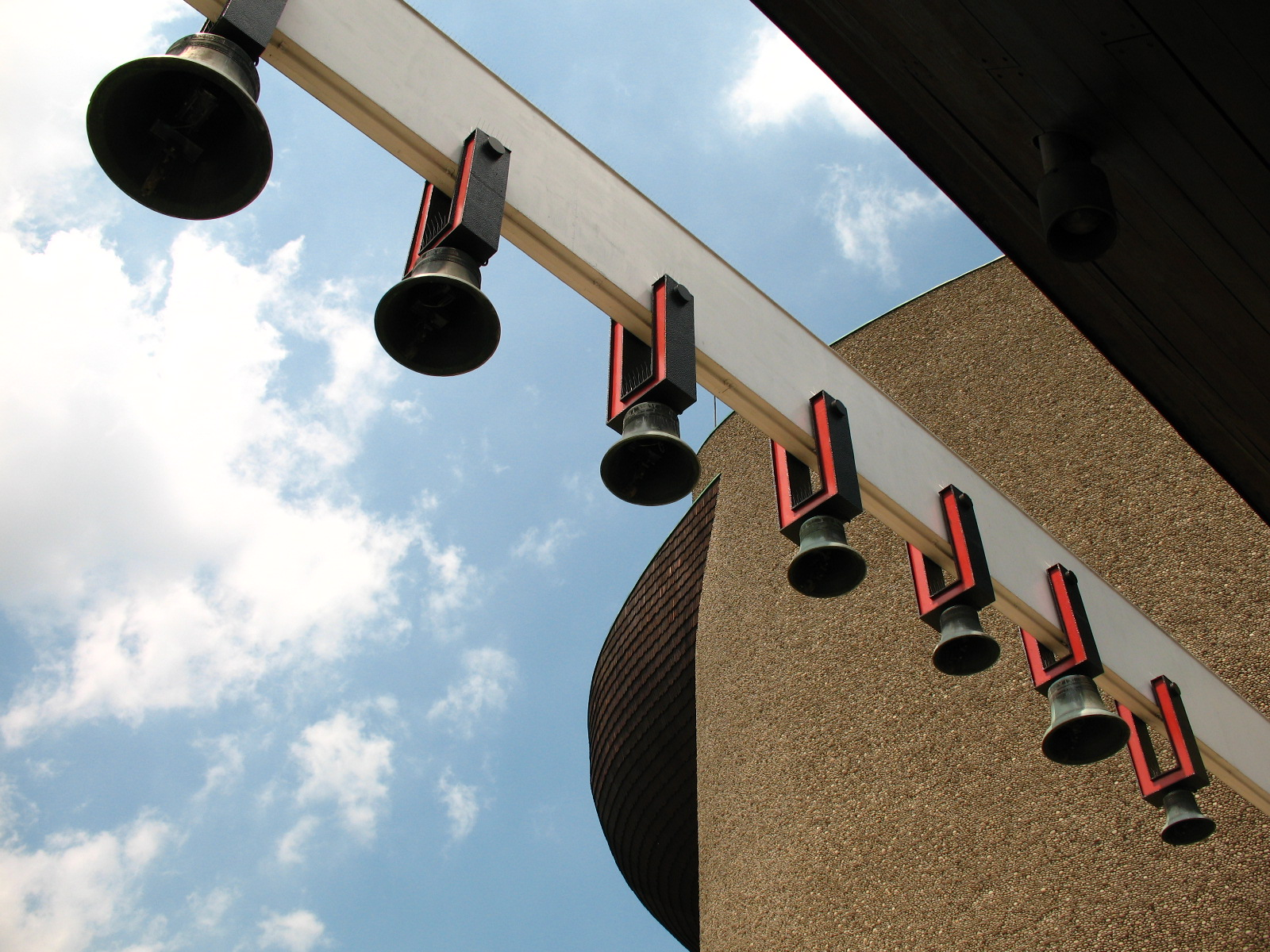
Dzwony przy wejściu do kościoła
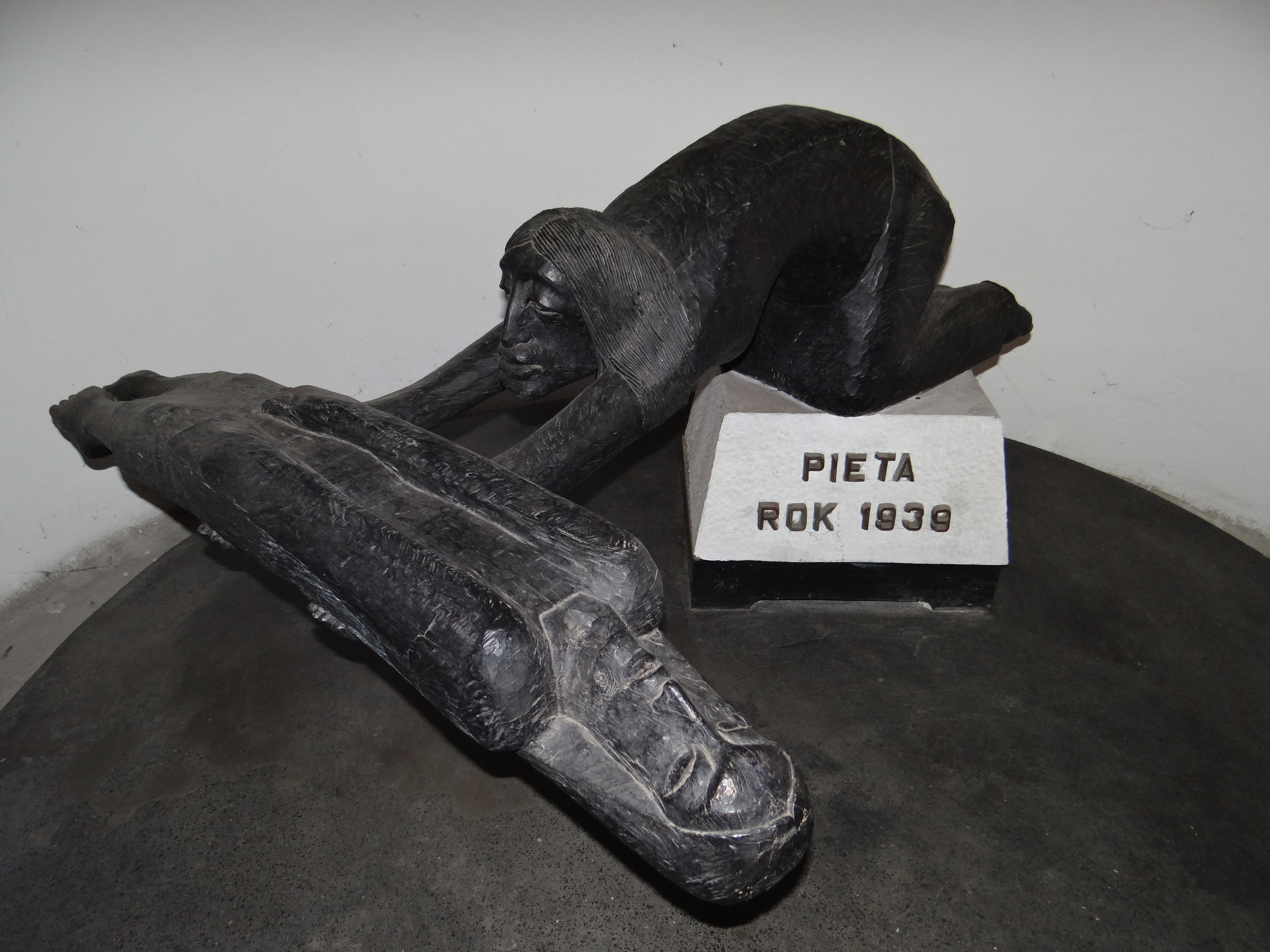
Pietà. Autor Antoni Rząsa
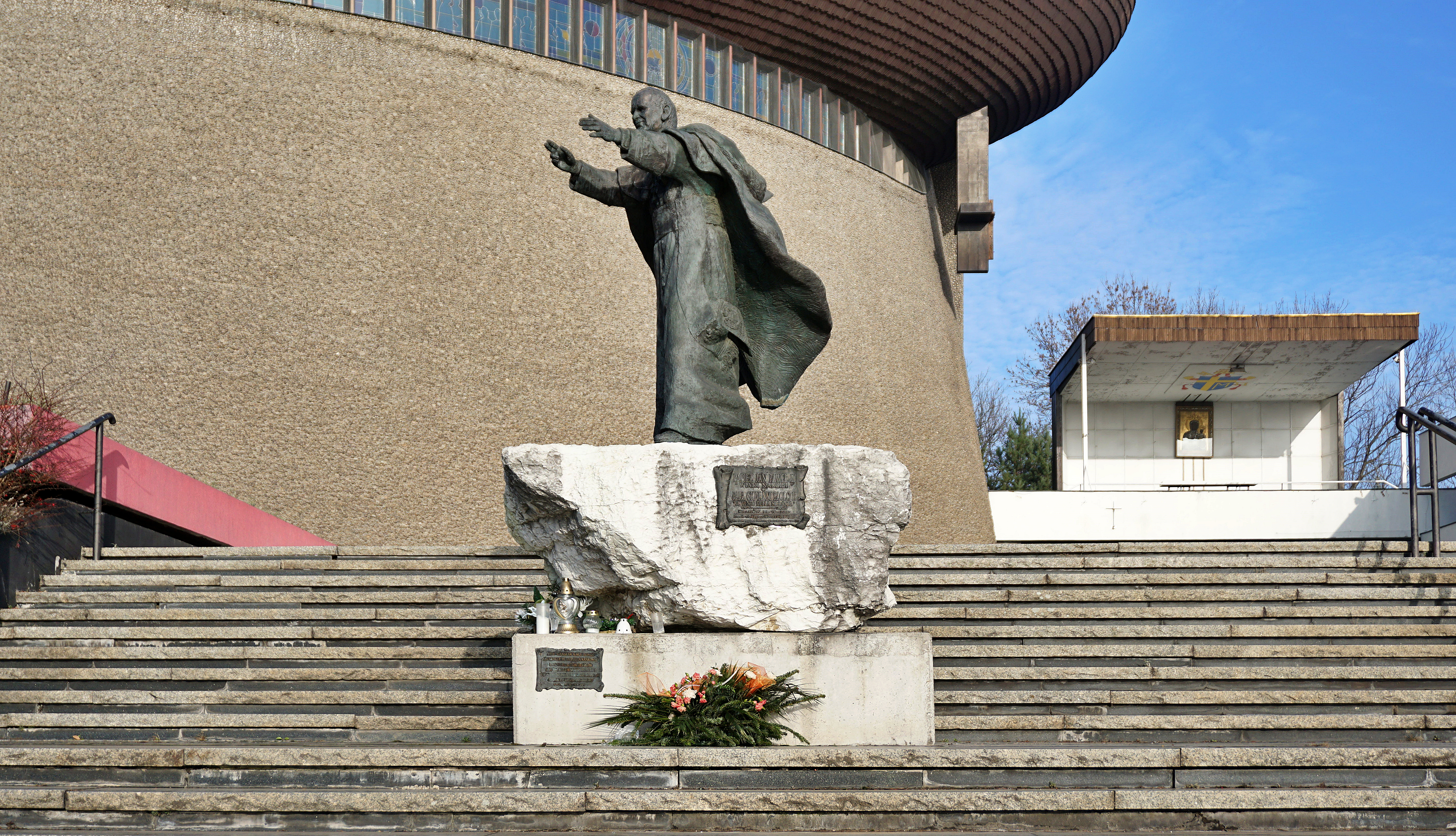
Pomnik Jana Pawła II przy kościele